# Francisco Sánchez Solano Jiménez
Francisco Sánchez Solano Jiménez, auch bekannt als Francisco Solano, (* 10. März 1549 in Montilla, Spanien; † 14. Juli 1610 in Lima, Peru) war ein römisch-katholischer Ordenspriester und Franziskaner aus Spanien. Er war unter anderem Missionar in Südamerika und wurde am 27. Dezember 1726 heiliggesprochen.

## Leben

### Ausbildung und Werdegang
Francisco Solano y Jiménez wurde am 10. März 1549 als drittes Kind von Mateo Sánchez und Ana Jiménez in Montilla geboren. Er erhielt seine Bildung bei Jesuiten, war aber schon früh sehr fasziniert von den Franziskanern und ihrem Leben in Armut und Buße. Mit zwanzig Jahren trat er dem Franziskanerorden in Montilla bei und absolvierte das Noviziat im Kloster St. Lawrence. Die dortige Gemeinschaft praktizierte die reformierte Einhaltung der Ordensregel und folgte einer sehr strengen Observanz aus Gebet, Schweigen und Fasten. Francisco hielt sich entschlossen an diese Lebensart, ging immer barfuß, verzichtete auf Fleisch und trug das ganze Jahr hindurch ein Cilicium. Infolgedessen war seine Gesundheit jedoch dauerhaft beeinträchtigt, sodass er oft krank und schwach war.

### Ordensleben
1569 legte Solano seine ewige Profess ab und wurde anschließend für sein Studium zu dem Kloster unserer Frau von Loreto in Sevilla gesandt. Dort studierte er Philosophie und Theologie und entwickelte sein musikalisches Talent. 1576 wurde er zum Priester geweiht, in Abwesenheit seiner Mutter, die durch ihren schlechten gesundheitlichen Zustand nicht an Priesterweihe teilnehmen konnte. Anschließend wurde Francisco zum Zeremoniar der Gemeinschaft ernannt. Er bewohnte eine kleine Zelle neben der Kapelle des Klosters, die er aus Lehm und Schilf baute.
Nach Abschluss seines Theologiestudiums wurde Solano als Wanderprediger in die umliegenden Dörfer der Region gesandt und mit der Beichtjurisdiktion ausgestattet. Sein Ansuchen, nach Nordafrika gehen zu dürfen, in der Hoffnung dort das Martyrium für die Verkündigung des katholischen Glaubens zu erlangen, wurde abgelehnt. Daraufhin wandte er seinen Blick mehr der Mission in Amerika zu.
Nach dem Tod seines Vaters kehrte in seine Heimatstadt Montilla zurück, um sich dort um seine Mutter zu kümmern. In dieser Zeit wurde er als Wundertäter bekannt, da eine Reihe von Menschen Heilungen mit der Fürsprache Solanos in Verbindung brachten. 1583, als in Granada eine Pest ausgebrochen war, kümmerte er sich um die Kranken und Sterbenden.

### Missionar in der Neuen Welt
Der spanische König Phillip II. forderte die Franziskaner dazu auf, Missionare nach Amerika zu schicken, um dort das Evangelium zu predigen. 1589 segelte Solano von Spanien in die Neue Welt, legte in Panama an, überquerte die Landenge und begab sich auf ein Schiff, das ihn nach Peru befördern sollte. Während der Reise brach ein Sturm auf See aus und sein Schiff stürzte unweit von Peru gegen die Felsen, worauf Besatzung und Passagiere das Schiff verließen. Francisco blieb bei den Sklaven, die an Bord waren und wurde mit ihnen nach drei Tagen gerettet.
Zwanzig Jahre lang arbeitete Solano an der Evangelisierung der großen Regionen Tucuman (heutiger Nordwesten Argentiniens) und Paraguay. Sein sprachliches Talent erlaubte ihm, in relativ kurzer Zeit viele Stammessprachen der Region zu lernen. Solano spielte auch häufig Geige für die Eingeborenen und wird darum auf Bildern oft Geige spielend dargestellt.
Danach wurde Solano zum Guardian des Franziskanerklosters in Lima, Peru ernannt; dieses Amt hatte er bereits in Tucuman und Paraguay inne. Um 1601 folgte die Versetzung nach Lima, wo er versuchte, die spanischen Kolonisten an ihre Identität und Verpflichtung als Getaufte zu erinnern. Legenden berichten, Solano habe das verheerende Erdbeben im peruanischen Trujillo von 1619 bereits acht Jahre vorausgesagt. Am 14. Juli 1610 starb Francisco Solano in Lima.

### Verehrung
1675 wurde Solano von Papst Clemens X. seliggesprochen und 1726 von Papst Benedikt XIII. heiliggesprochen. Sein Festtag wird im gesamten Franziskanerorden am 24. Juli, in den USA am 14. Juli gefeiert.
Francisco Solano ist Schutzpatron von Montilla. An der Stelle seines Geburtshauses wurde die Pfarrkirche von San Francisco Solano errichtet. Zudem ist er Patron von Argentinien, Bolivien, Chile, Paraguay und Peru.
Die nördlichste Missionsstation entlang des kalifornischen El Camino Real wurde 1823 nach Solano Mission San Francisco Solano benannt.
Als lokale Touristenattraktion beherbergt der Glockenturm des Rathauses von Humahuaca eine lebensgroße bewegliche Holzstatue Solanos, die täglich um 12 Uhr einen Segensgestus vollzieht.